# Bohnstedt
Bohnstedt var en svensk släkt som introducerades på Riddarhuset som adlig ätt 1861. Ätten utslocknade på svärdssidan 1919.
Ätten härstammade från Pommern, där den äldste kände stamfadern, Johan Didrik Bohnstedt (död 1677), var borgare i Stralsund. Släkten överfyttade till Sverige i slutet av 1700-talet med Carl Fredrik Bohnstedt som blev grosshandlare i Stockholm och tillhörde den så kallade Skeppsbroadeln. Dennes son, Theodor Ludvig Bohnstedt, adlades 1860 och introducerades 1861 på riddarhuset som ätt nummer 2334, enligt 1809 års regeringsform varmed endast huvudmannen ägde adlig värdighet.
Bland ätten övriga kända medlemmar märks Theodor Ludvigs båda söner Knut Bohnstedt och Edvard Bohnstedt.
Ätten slocknade på svärdssidan 1919.